# Tucker (série télévisée)
 (février 2023).
Si vous disposez d'ouvrages ou d'articles de référence ou si vous connaissez des sites web de qualité traitant du thème abordé ici, merci de compléter l'article en donnant les références utiles à sa vérifiabilité et en les liant à la section « Notes et références ».
Pour les articles homonymes, voir Tucker.
Tucker est une série télévisée américaine en treize épisodes de 25 minutes, créée par Terri Hughes et dont seulement quatre épisodes ont été diffusés entre le 2 et le 23 octobre 2000 sur le réseau NBC.
En France, la série a été diffusée sur France 2 dans l'émission KD2A. Elle reste inédite dans les autres pays francophones.

## Synopsis
La série met en scène un adolescent, Tucker, et sa mère qui emménagent chez l'oncle Léon et la tante Claire qui est persuadée d'héberger un futur petit délinquant. Tucker rencontre alors McKeena qu'il essaye de séduire…

## Distribution
- Eli Marienthal (VF : Donald Reignoux) : Tucker Pierce
- Alison Lohman (VF : Edwige Lemoine) : McKenna Reid
- Katey Sagal (VF : Martine Meiraeghe) : Claire Wennick
- Noelle Beck (VF : Dominique Vallée) : Jeannie Pierce
- Nathan Lawrence (VF : Yoann Sover) : Léon Wennick
- Casey Sander (VF : Philippe Catoire) : Capitaine Jimmy Wennick
- Andrew Lawrence (VF : Paolo Domingo) : Kenickie Behar

 Source et légende : version française (VF) sur RS Doublage

## Épisodes
1. Pilot
2. Seth Green with Envy
3. Everybody Dance Now
4. Big Putts
5. You Make Me Sick
6. Homewrecker for the Holidays
7. Signed, Sealed and Intercepted
8. The Eyes of Claire
9. Kiss and Tell
10. A Boob in the Night
11. Half Pipe, Full Chub
12. Señor Lyzardo
13. A Rottweiler Runs Through It alias The Family Tree